# Glottertal
Glottertal es un municipio en el distrito de Brisgovia-Alta Selva Negra en el suroeste de Baden-Wurtemberg cerca de Friburgo.

## Geografía

### Ubicación geográfica
El pueblo está ubicado en la región de transición entre la Selva Negra central y la Selva Negra meridional, al sur del río Elz, en el valle del río Glotter. El topónimo alemán Glottertal significa en español precisamente "valle del Glotter". Por un lado el valle del Glotter está limitado por el macizo del Kandel y por el otro lado por el Roßkopf y sus estribaciones. Se extiende desde una altitud de 280 m s. n. m. donde está la entrada al barrio de Unterglottertal (valle bajo del Glotter) hasta la cumbre del Kandel (1241 m s. n. m.). Sus municipios vecinos son, por el oeste, Heuweiler y Denzlingen y, por el este, St. Peter (San Pedro).

### Estructura administrativa
Las aldeas de Unterglottertal, Oberglottertal, Ohrenbach y Föhrental que antes eran independientes fusionaron en 1970 para la formar el municipio Glottertal.

## Historia
A partir de 1567 hasta las guerras napoleónicas el área era parte de Austria y, por  tanto, de la monarquía de los Habsburgo. Aunque la historia de la minería en el Glottertal se remonta a la época romana y los pueblos de la zona son mencionados en 1112 por las crónicas de la abadía de San Pedro en la Selva Negra, el municipio de Glottertal se creó en 1970 de la unión de los cuatro antiguos pueblos independientes de Unterglottertal, Oberglottertal, Ohrensbach y Föhrental.

Escudos de los actuales barrios de Glottertal
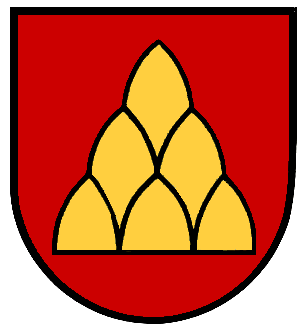
Unterglottertal
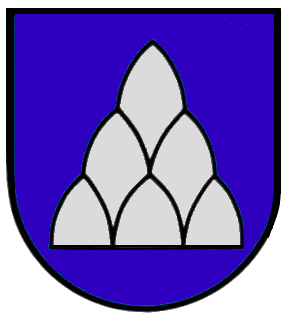
Oberglottertal
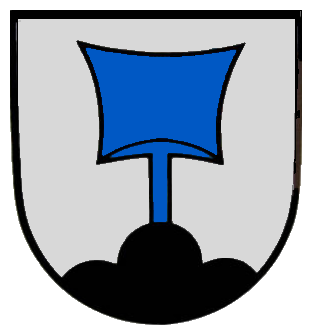
Ohrensbach
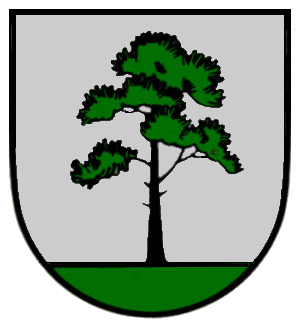
Föhrental

## Galería

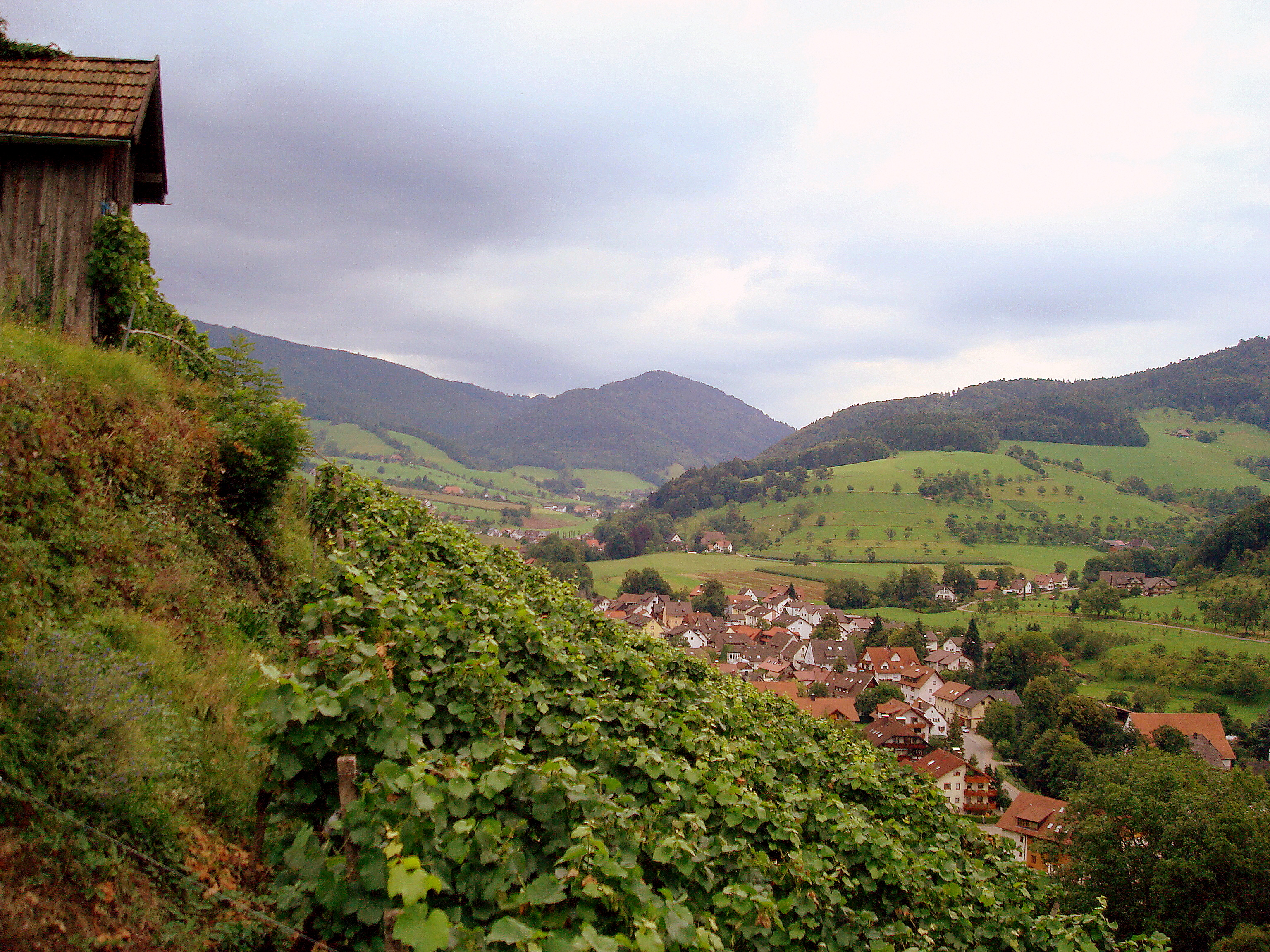
Vista de Glottertal
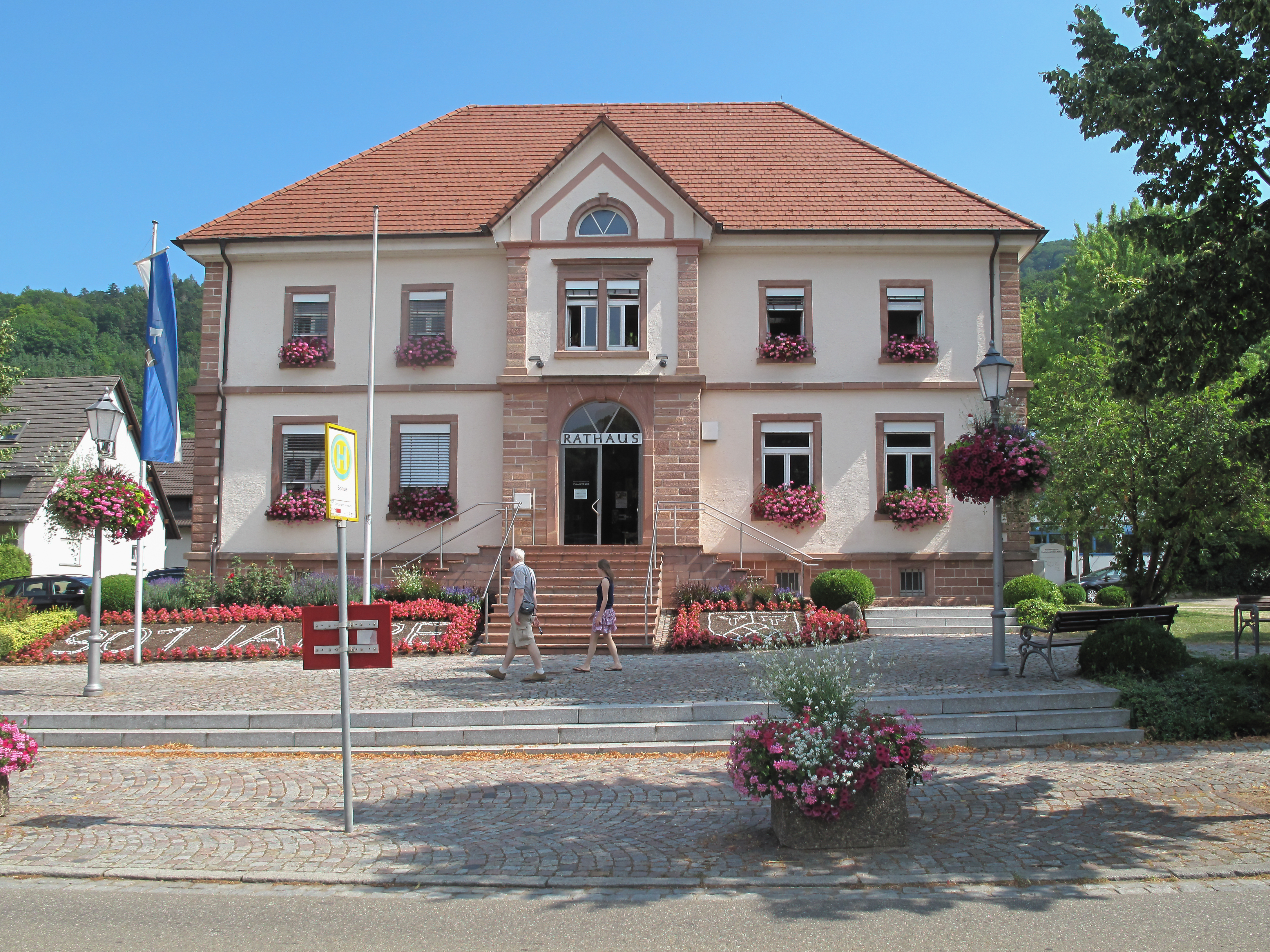
Ayuntamiento
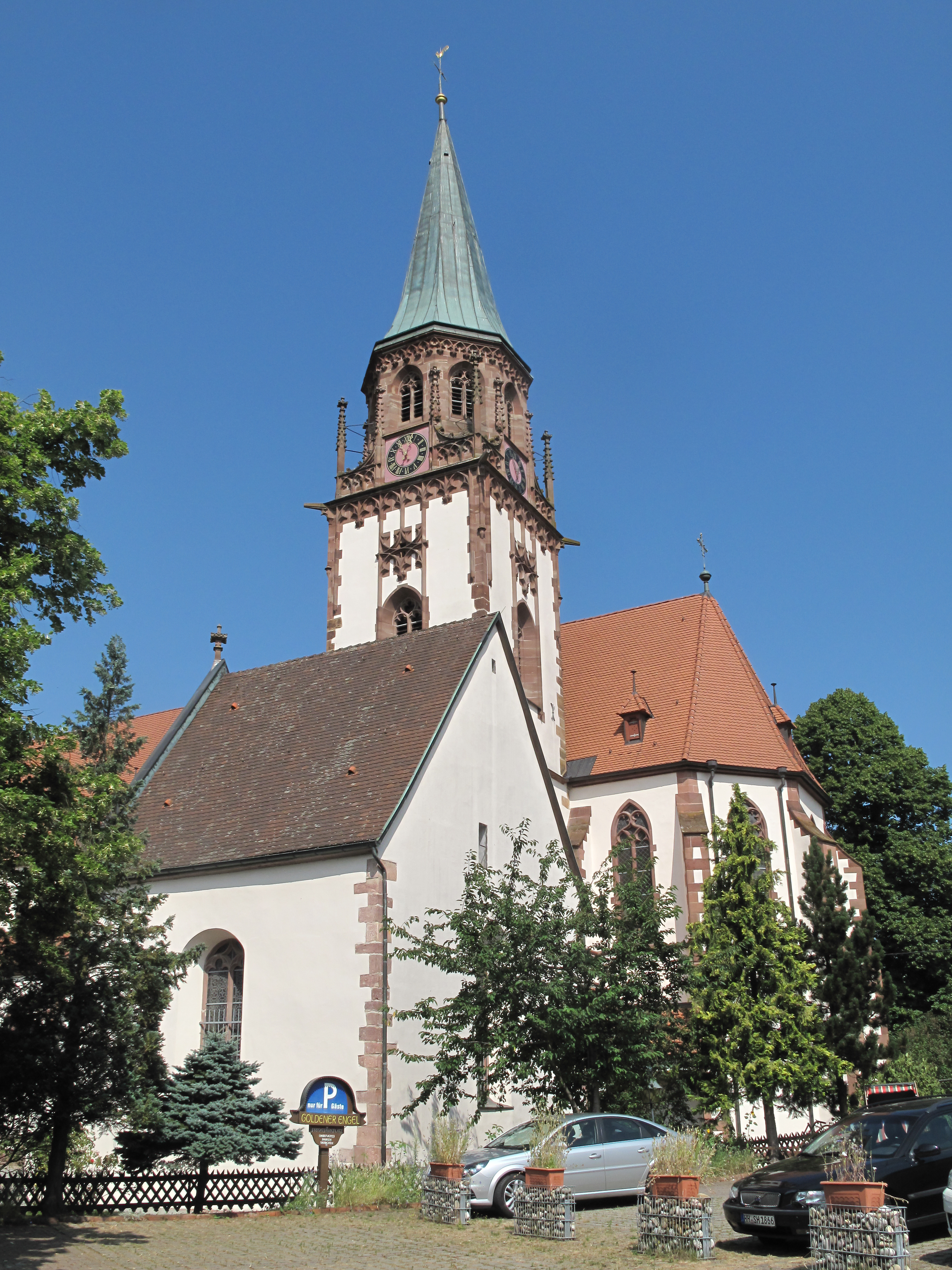
Iglesia parroquial de San Blas
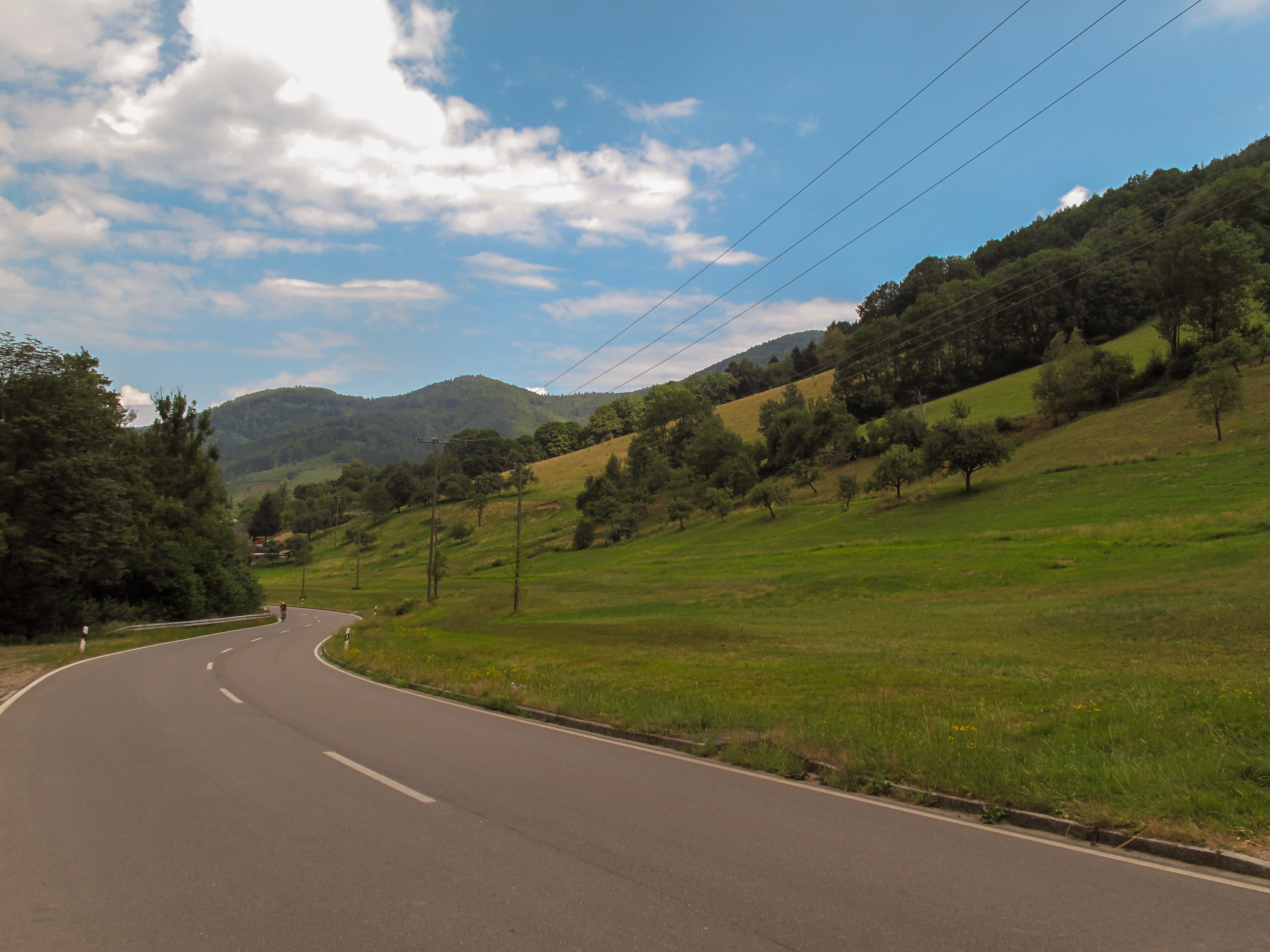
Paisaje entre Glottertal y Saint Peter